# جاوید صلاحی
جاوید صلاحی (۱۳۱۱ – ۸ آبان ۱۴۰۲) حقوق‌دان، جرم‌شناس و شاعر ایرانی و استاد بازنشستهٔ دانشگاه فردوسی مشهد بود.
او برای نگارش کتاب‌های بزهکاری اطفال و نوجوانان و کیفرشناسی، دو بار برندهٔ جایزه سلطنتی کتاب سال شد.
دکتر جاوید صلاحی، روز ۸ آبان ماه ۱۴۰۲، در ۹۱ سالگی درگذشت.